# Allocosa tangana
Allocosa tangana is een spinnensoort in de taxonomische indeling van de wolfspinnen (Lycosidae).
Het dier behoort tot het geslacht Allocosa. De wetenschappelijke naam van de soort werd voor het eerst geldig gepubliceerd in 1959 door Carl Friedrich Roewer.